# Adrienne Jacqueline s' Jacob
Adrienne Jacqueline s' Jacob (Batavia, 28 januari 1857 - Scheveningen, 19 september 1920) was een Nederlandse kunstschilderes.

## Leven en werk
s' Jacob werd in 1857 in Batavia geboren als Adriane Jacqueline dochter van de jurist - en latere Commissaris van de Koning van Utrecht - Eduard Herman s'Jacob en jkvr. Cornelia Govertha Elisa Lucipara de Stuers. Zij werd kunstschilderes en legde zich toe op het schilderen van vruchten- en bloemenstillevens. Zij kreeg les van de kunstschilders Martinus Wilhelmus Liernur, Simon van den Berg en Margaretha Roosenboom. s' Jacob was lid van de kunstenaarsgenootschappen Arti et Amicitiae in Amsterdam en Pulchri Studio in Den Haag. Haar werken werden tussen 1877 en 1899 regelmatig geëxposeerd en verkocht. Ook in het begin van de twintigste eeuw werd werk van haar nog geëxposeerd. Zij werkte tot 1895 in Den Haag en daarna in Scheveningen.
s' Jacob trouwde op 11 juli 1878 te Den Haag met mr. Dirk baron van Hogendorp, zoon van Frederik van Hogendorp en Leopoldine Maria gravin van Limburg Stirum. Zij overleed in september 1920 op 63-jarige leeftijd in haar woonplaats Scheveningen. Na haar overlijden werd op haar verzoek een collecte gehouden voor de Vereniging "Naar het Strand" om arme kinderen beneden de zes jaar in de zomer, de zogenaamde bleekneusjes, aan te laten sterken.

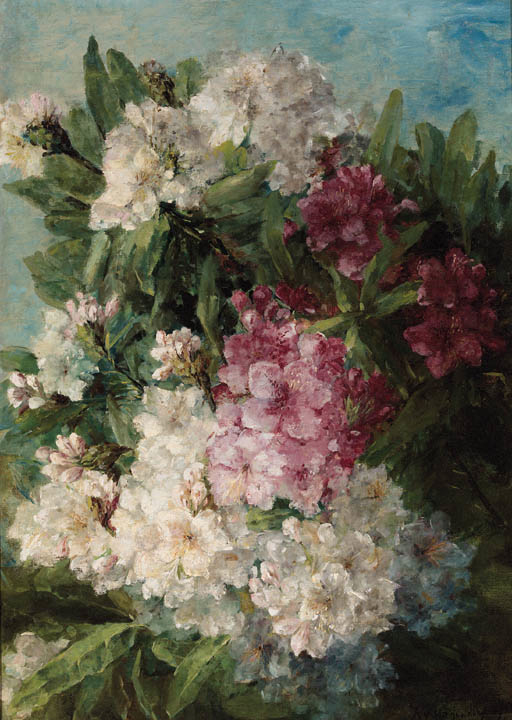
Bloemenstilleven (Rododendrons)
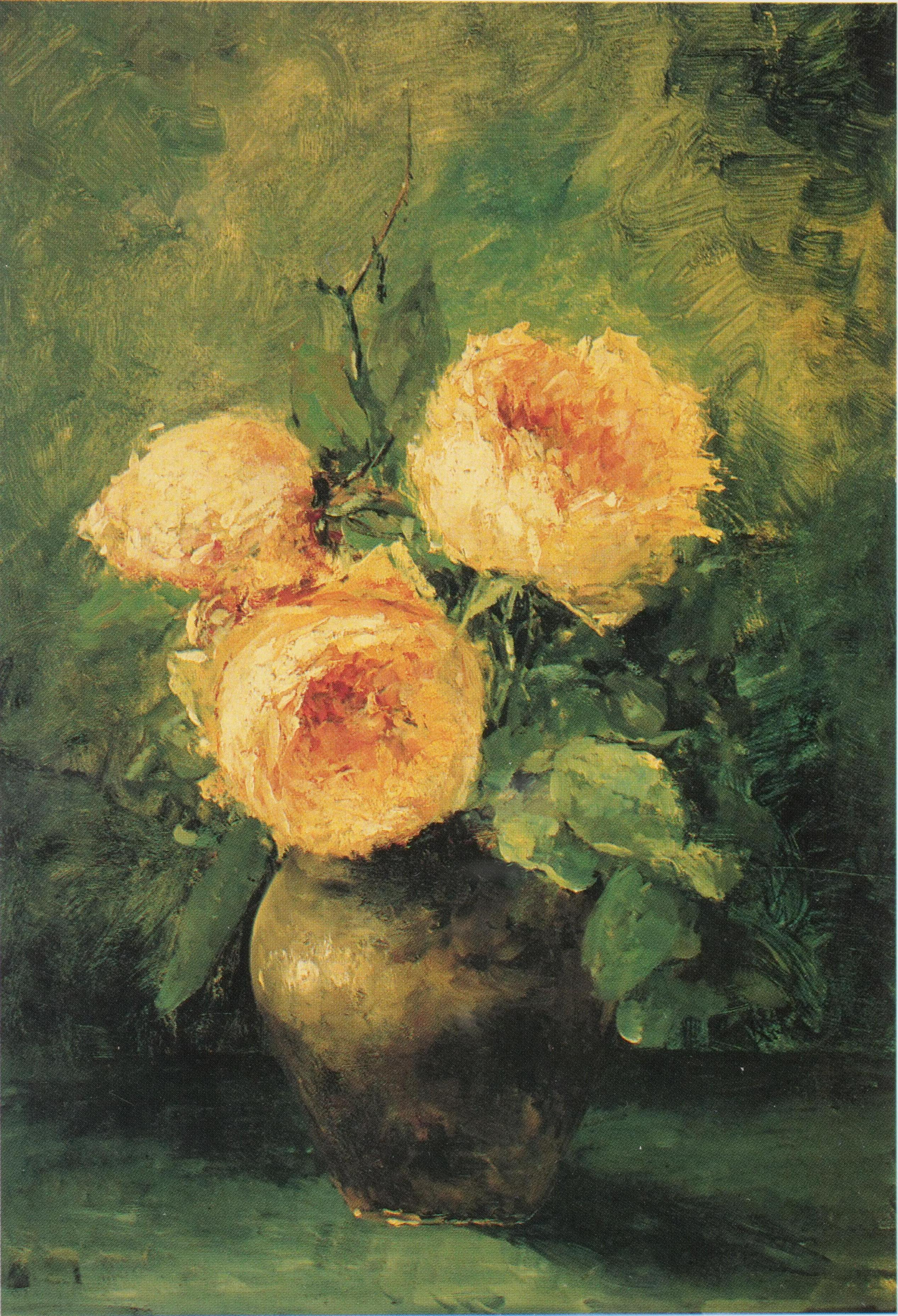
Bloemenstilleven (Rozen)